# Vergenoegen
Vergenoegen é uma cidade portuária situada na região das Ilhas do Essequibo–Demerara Ocidental na Guiana. Localiza-se entre as cidades de Parika e Leonora, na foz do Rio Essequibo. Tem uma população de 3.000 habitantes.